# 西欧自動車
西欧自動車
- 1963年から1971年まで東京都に存在した輸入車ディーラー。本項で紹介
- 1982年から2020年2月29日まで福岡県北九州市小倉南区に存在した輸入車ディーラー。オートラマ大栄、フォード大栄、フォード北九州、と社名が変遷した。2017年3月に取り扱いブランドをプジョーへ変更するにあたり社名を「株式会社西欧自動車」と変更した。2020年2月29日付けで閉店して廃業した。

西欧自動車（せいおうじどうしゃ）は1963年に設立され、1971年まで存続した日本の輸入車ディーラー。創立者は西武百貨店グループ（後のセゾングループ）総帥の堤清二。

## 解説
前身は1960年に設立された西武百貨店の商事部自動車課で、1963年に西友と三菱商事の合弁で独立した会社となった。分社後も当初は本社を池袋の西武百貨店別館事務所に置いたが、のちに東京プリンスホテル敷地内へ移転し、長年日本自動車が有したイタリア製フィアット車の輸入代理権を共有した。
低価格な500や850スポーツクーペ・スパイダーなど活発でスポーティなモデルの販売に傾注し、フィアットの人気を盛り上げた。1300/1500や1800/2100/2300など中大型セダンを主軸としていた日本自動車を圧倒する販売成績を上げると、日本自動車は1966年3月末でフィアット販売から撤退し、西欧が本邦唯一のフィアット販売元となった。
のちに本社を港区高輪へ移し、124スポーツクーペ・スパイダー、スポーティサルーンの125などの人気モデルを輸入販売、1969年からシトロエン、1970年からサーブ、BLMC系各車の取り扱いも開始したが、1971年に同系列の西武自動車販売と合併して後者が存続会社となった。
西武は西欧の扱い車種を継承したが、フィアットとBLMCの輸入は排気ガス・安全基準が厳しくなり、メーカーが日本向け仕様車を用意出来なくなる1972年頃に打ち切られた。フィアットの輸入は一旦中断されたのち1974年に再開されるが、長い間輸入元が一定せず、チェッカーモータースやジヤクス・カーセールスに輸入販売元が落ち着き、ウーノやパンダが人気を得る1980年代中半まで不振が続いた。フェラーリやドイツNSU製フィアットである「ネッカー」車なども輸入した。